# Dancing Crazy Tour
De Dancing Crazy Tour is een Noord-Amerikaanse concerttour van de Amerikaanse actrice en zangeres Miranda Cosgrove, ter promotie van haar debuutalbum Sparks Fly en haar komende album, die nog geen titel heeft. De tour betreft 20 data, alle in de Verenigde Staten. Greyson Chance verzorgt de openingsact.

## Achtergrond

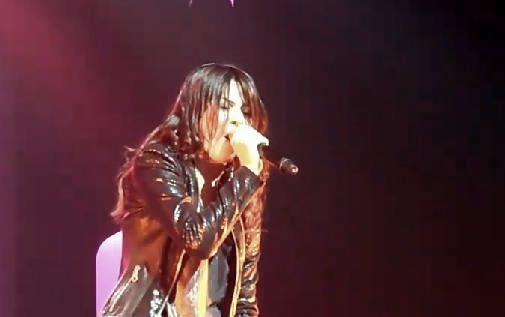

De tour werd opgezet als de "Sparks Fly Tour", ter promotie van haar debuutalbum. De naam werd echter veranderd nadat de tour een paar keer uitgesteld werd. Cosgrove maakte in oktober 2010 al enkele data bekend op haar officiële website. In december 2010 maakte ze, wederom via haar eigen website, bekend dat de tour een naamswijziging kreeg en begon in januari 2011. Met haar hernoemde "Dancing Crazy Tour" zou Cosgrove door de Verenigde Staten gaan reizen. Later debuteerde een nieuwe single van haar vanuit het niets; "Dancing Crazy" (geschreven in samenwerking met Avril Lavigne, Shellback en geproduceerde door Max Martin) Meereizend met deze tour is YouTube-fenomeen Greyson Chance, die bekendheid verkreeg door zijn cover van "Paparazzi", van Lady Gaga. Ter introductie van de tour meldde Cosgrove: 
"Ik heb altijd gedacht dat ik slechts een actrice zou blijven, maar ik richt me nu ook op muziek en zang. In het begin was ik niet echt zelfverzekerd over m'n stem. Ik moest een muziekstijl vinden die bij me paste. Dat heb ik nu gevonden. Mijn nummers gaan voornamelijk over persoonlijke situaties. Als ik ze zing, probeer ik mezelf in het nummer te verwerken, en hopelijk blijkt dat uit m'n tour". 

## Openingact
- Greyson Chance (Niet alle shows)

## Setlist
1. "Leave It All To Me"
2. "About You Now"
3. "Disgusting"
4. "Just a Girl" (cover)
5. "There Will Be Tears"
6. "Kissin U"
7. "Shakespeare"
8. "Stay My Baby"
9. "BAM"
10. Medley: "Dynamite" / "Bulletproof" / "I Gotta Feeling"
11. "Brand New You

Encore
1. "Sayonara"
2. "Dancing Crazy"

## Data

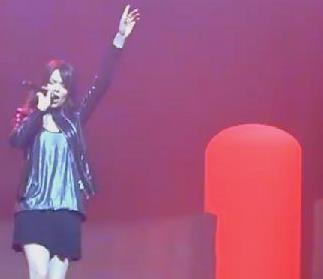

| Noord-Amerika    |                   |                  |                                  |
| 24 januari 2011  | Kansas City, MO   | Verenigde Staten | Uptown Theater                   |
| 25 januari 2011  | Minneapolis, MN   | Verenigde Staten | State Theater                    |
| 26 januari 2011  | Milwaukee, WI     | Verenigde Staten | Pabst Theater                    |
| 28 januari 2011  | Rosemont, IL      | Verenigde Staten | Rosemont Theatre                 |
| 29 januari 2011  | Indianapolis, IN  | Verenigde Staten | Murat Theatre                    |
| 30 januari 2011  | Cleveland, OH     | Verenigde Staten | Playhouse Square Center          |
| 1 februari 2011  | Detroit, MI       | Verenigde Staten | The Fillmore Detroit             |
| 2 februari 2011  | Munhall, PA       | Verenigde Staten | Carnegie Music Hall of Homestead |
| 4 februari 2011  | Wallingford, CT   | Verenigde Staten | Oakdale Theatre                  |
| 5 februari 2011  | New York, NY      | Verenigde Staten | Beacon Theatre                   |
| 6 februari 2011  | Glenside, PA      | Verenigde Staten | Keswick Theatre                  |
| 9 februari 2011  | Bethesda, MD      | Verenigde Staten | Music Center at Strathmore       |
| 10 februari 2011 | Lowell, MA        | Verenigde Staten | Lowell memorial Auditorium       |
| 12 februari 2011 | Montclair, NJ     | Verenigde Staten | Wellmont Theatre                 |
| 13 februari 2011 | Westbury, NY      | Verenigde Staten | Theatre at Westbury              |
| 15 februari 2011 | Atlanta, GA       | Verenigde Staten | Center Stage                     |
| 16 februari 2011 | Tampa, FL         | Verenigde Staten | Tampa Theatre                    |
| 17 februari 2011 | Orlando, FL       | Verenigde Staten | Hard Rock Live                   |
| 19 februari 2011 | Grand Prairie, TX | Verenigde Staten | Verizon Theatre                  |
| 20 februari 2011 | Houston, TX       | Verenigde Staten | House of Blues                   |